# Ninam
El ninam o yanam és una llengua ianomami parlada a Roraima, Brasil (800 parlants) i al sud de Veneçuela a prop dels rius Mucajai, Uraricaá superior i Paragua.

## Sinonímia
El ninam també es coneix amb els següents noms: Yanam, Yanam–Ninam, Xirianá, Shiriana Casapare, Kasrapai, Jawaperi, Crichana, Jawari, Shiriana, Ianomami Occidental.

## Variació regional
Gordon (2009) informa de 2 varietats principals (nord, sud). Kaufman (1994) n'informa 3:
1. Yanam (Yanam/Ninam septentrional (Xiliana, Shiriana, Uraricaa-Paragua))
2. Ninam (Yanam/Ninam meridional (Xilixana, Shirishana, Mukajai))
3. Jawarib

El nom jawari és compartit amb Yaroamë.
Hi ha tres dialectes parlats a Roraima, Brasil segons Ferreira, et al. (2019):
- Septentrional (Xiriana): Ericó i Saúba
- Meridional: Mucajaí
- Central: Uraricoera

Els parlants que resten d'arutani i sapé també parlen ninam (Shirián), ja que ara viuen principalment a pobles ninam.

## Fonologia
El ninam té set vocals bàsiques: /a, e, ə, i, ɨ, o, u/. Té una longitud de vocal i una nasalització, i ambdues característiques es poden produir simultàniament, per a totes les vocals excepte per a /ɨ/.
|            | Bilabial | Alveolar | Alveolar | Palatal | Velar | Glotal |
| plana      | Bilabial | aspirada |          | Palatal | Velar | Glotal |
| ---------- | -------- | -------- | -------- | ------- | ----- | ------ |
| Oclusiva   | p        | t        | tʰ       |         | k     |        |
| Africada   |          |          |          | t͡ʃ      |       |        |
| Fricativa  |          | s        |          | ʃ       |       | h      |
| Nasal      | m        | n        |          |         |       |        |
| Aproximant |          |          |          | j       |       |        |
| Bategant   |          | ɾ        |          |         |       |        |